# Mikadotrochus hirasei
Mikadotrochus hirasei (Pilsbry, 1903) é uma espécie de molusco gastrópode marinho da família Pleurotomariidae, nativa do oeste do oceano Pacífico. É a espécie mais comum e conhecida de sua família.

## Descrição
Mikadotrochus hirasei possui uma concha bastante grossa e pesada, em forma de cone, de até 10 centímetros. Fenda lateral, típica de Pleurotomariidae, naturalmente preenchida durante o crescimento, formando uma cicatriz bem definida. Relevo de estrias em espiral, atravessadas por finas linhas de crescimento. Coloração creme, fortemente coberta com faixas diagonais variando de salmão pálido a vermelho alaranjado. Alguns exemplares, mais raros, apresentam conchas albinas.

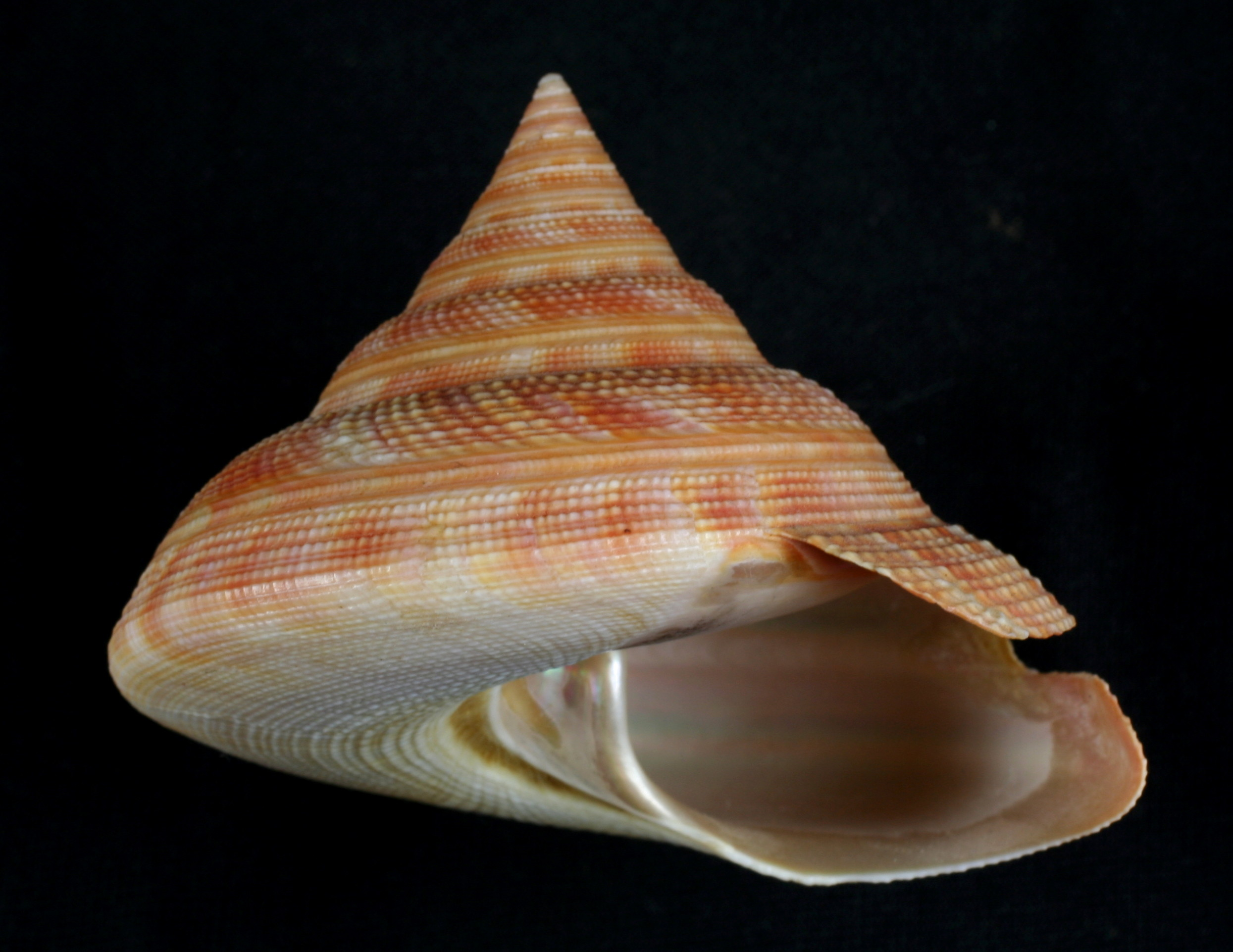
Exemplar de M. hirasei, onde são visíveis a cicatriz de crescimento de sua fenda lateral, em voltas anteriores.

## Distribuição geográfica
São encontrados em águas profundas, abaixo de 100 metros, do sudoeste do Japão, Taiwan e Filipinas.